# Endaruta
Endaruta (Übersetzung und Sprache des Namens sind unbekannt) war der Bürgermeister von Achschaph (antike Stadt, die bisher noch nicht mit Sicherheit lokalisiert werden konnte, wahrscheinlich aber im Norden von Kanaan gelegen; die Stadt wird auch in der Bibel erwähnt) in der Amarna-Zeit um 1350 v. Chr. Er ist aus verschiedenen Amarna-Briefen bekannt. Bei den sogenannten Amarna-Briefen handelt es sich um die internationale Korrespondenz der Herrscher im Nahen Osten, die an den ägyptischen Königshof gerichtet war. Die Briefe sind auf Tontafeln in Keilschrift auf Akkadisch verfasst. Akkadisch war die internationale Sprache dieser Zeit. Die Briefe fanden sich durch Zufall am Ende des 19. Jahrhunderts in Amarna, das zur fraglichen Zeit die Hauptstadt Ägyptens war, und erhielten wegen des Fundortes ihren Namen. In den Briefen stellt sich die Levante als von Kleinfehden zerrissene Region dar. Die verschiedenen Stadtfürsten bitten den ägyptischen König um Beistand. Da die Briefe nicht datiert sind, bereitet es Schwierigkeiten, die Ereignisse in eine stimmige Abfolge zu bringen.
Endaruta war der Absender eines Briefes an den ägyptischen König. Der Brief EA 223 (moderne Nummerierung, EA steht für El-Amarna) ist kurz und beginnt mit der Anrede an den ägyptischen Herrscher, in der sich Endaruta ausgesprochen unterwürfig zeigt: ich werfe mich an die Füße des Königs, mein Herr, sieben Mal und sieben Mal. Endaruta war offensichtlich ein Vasall, ebenbürtige Herrscher bezeichneten sich gegenseitig als Bruder. Die eigentliche Nachricht im Brief ist sehr kurz und teilt dem ägyptischen Herrscher nur mit, dass Endaruta alles tun werde, was der Herrscher befiehlt. Der Name Endaruta ist teilweise zerstört, was die Möglichkeit offen lässt, dass er anders rekonstruiert werden kann und eine andere Person gemeint ist. 
Brief EA 367 stammt vom ägyptischen König und ist an Endaruta gerichtet. Der König bittet Endaruta eindringlich, den Ort, der ihm anvertraut wurde, zu beschützen. Er sendet auch eine Stallmeister namens Channi, auf den Endaruta hören solle.
Endaruta wird noch in einem weiteren Brief genannt. Brief EA 366 stammt von Šuwardata, vielleicht Bürgermeister von Qiltu. In dem Brief berichtet er von Krieg gegen die Apiru und dass ihn alle Verbündeten verlassen hätten, nur Endaruta und Surata, Herrscher von Akka, würden ihm zur Hilfe kommen.